# Nissan Atlas
O Atlas é um utilitário produzido pela Nissan e pela UD Trucks.